# Rodolfo Del Minio
Rodolfo Del Minio (Pisa, 5 novembre 1900 – Roma, 20 gennaio 1962) è stato un militare italiano.
Ufficiale superiore della Regia Marina durante la seconda guerra mondiale, è ricordato per il suo ruolo di comandante dei cacciatorpediniere Antonio Pigafetta e relativa XV squadriglia caccia, (oltre che temporaneamente su Antonio Da Noli, Nicolo Zeno e Nicoloso Da Recco) durante la battaglia dei convogli tra Italia e Africa Settentrionale (1942-1943) e della corazzata Vittorio Veneto (1944-1945), attività da cui ottenne una medaglia d'argento ed una di bronzo al valor militare. Nominato anche cavaliere dell'Ordine dei santi Maurizio e Lazzaro (1938).

## Biografia
Rodolfo Del Minio, figlio di Orazio, ufficiale medico e di Giulia Franceschini, nacque nel 1900 a Pisa ed entrò nell'Accademia navale di Livorno giovanissimo nel 1913, ottenendo il grado di guardiamarina in servizio permanente il 10 gennaio 1918. Partecipò alla grande guerra col Reggimento Marina tra Monfalcone, il Piave e Grado. Ebbe quindi vari incarichi a bordo e a terra, ottenendo infine il grado di capitano di fregata del Ruolo Comando Navale il 18 settembre 1935.
Dal 24 settembre 1938 ebbe il comando della nave scuola Amerigo Vespucci con la quale compì otto crociere addestrative con gli allievi dell'accademia nvale di Livorno prima della guerra. mantenne il comando della nave sino al 30 luglio 1940 a guerra già iniziata.
Promosso capitano di vascello nel 1941, esperto  in comunicazioni, prestò servizio con compiti di responsabile in telecomunicazioni prima a Supermarina poi al Comando supremo. Dal 10 ottobre 1942 assunse il comando del cacciatorpediniere Antonio Pigafetta e relativa XV squadriglia caccia, partecipando alla conquista di Ajaccio (novembre 1942) ed alla dura scorta ai convogli di rifornimento diretti prima in Libia e poi in Tunisia (novembre 1942 - maggio 1943).
A Taranto nei giorni dell'armistizio, al comando del caccia Nicoloso Da Recco, che porto a Malta, assunse il 14 gennaio 1944 il comando della corazzata Vittorio Veneto sino alla fine della guerra, internata nei Laghi Amari.
Nel 1947, per motivi di salute, transitò in ausiliaria, conseguendo nel 1950 il grado di contrammiraglio della riserva navale.
Ottimo conoscitore della lingua inglese, nel dopoguerra tradusse il romanzo inglese (ambientato in epoca Napoleonica) Le avventure del Capitano Hornblower di Cecil Scott Forester. Si spense prematuramente a Roma nel 1962, a soli 61 anni.